# Томское пиво

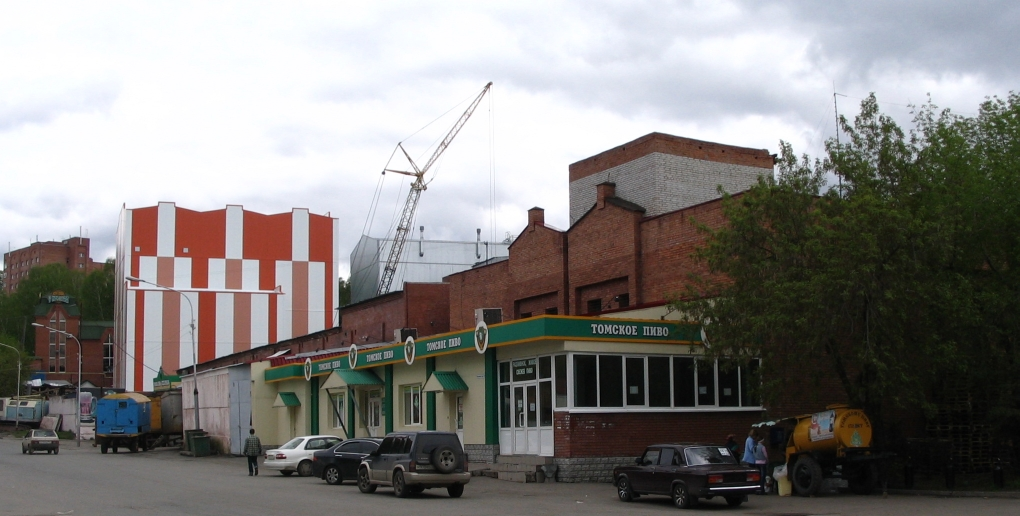

Открытое акционерное общество «Томское пиво» — предприятие по производству пива и безалкогольных напитков (кваса, газированных напитков, минеральной воды «Чажемто»), расположенное в Томске, на пересечении Московского тракта и улицы Аркадия Иванова (адрес: Московский тракт, дом 46).

## История компании
Завод Карла Крюгера был построен в 1876 году и первоначально находился на землях, впоследствии занятых Томским университетом. После строительства университета Крюгер был вынужден построить новый завод в том месте, где он находится и сейчас. Новый завод был открыт 27 октября (9 ноября по новому стилю) 1884 года. С этого момента и ведётся официальное летоисчислноение «Томского пива». После установления в Томске советской власти, в 1919 году, завод был передан в ведение томского совнархоза, а в 1928 году национализирован и преобразован в Государственный пивоваренный завод.
В период первых пятилеток предприятие влачило жалкое существование. Только незадолго до Великой Отечественной войны, после небольшой реконструкции, работа завода оживилась. Это помогло не прекращать деятельности в военный период, так как пиво было необходимо как «жидкий хлеб» раненым и рабочим, работавшим на военных заводах.
После войны неоднократно производилось переоснащение завода с целью увеличения мощностей и повышения качества продукта. Однако, во второй половине 1980-х годов, в период антиалкогольной кампании, производство пива сократилось в 5-6 раз. Предприятие даже переименовали в «Завод прохладительных напитков». Возврат к пивоварению начался с 1992 года.
В 1994 году Томский завод прохладительных напитков был приватизирован и стал называться АООТ «Томское пиво», которое в 1995 году было преобразовано в ОАО «Томское пиво».
В 2004 году «Томское пиво» судилось с санаторием «Чажемто» по поводу незаконного использования торговой марки «Чажемто».
С 1991 по 2013 год директором завода, а затем генеральным директором ОАО был И. Г. Кляйн. В октябре 2013 года покинул этот пост в связи с избранием его мэром Томска.

## Дочерние и зависимые компании
- ООО «Крюгер»
- ООО «КегПивоСервис»
- ООО «ПИВНАЯ КОМПАНИЯ „Крюгер“» (г. Новосибирск)
- ООО «Торговая компания „Томское пиво“»
- ООО «Торговый Дом „Крюгер“»

## Руководство
- 1994—2013 — Кляйн, Иван Григорьевич — генеральный директор
- 2013-… — Кляйн, Галина Ивановна — генеральный директор

## Основные акционеры
- Иван Григорьевич Кляйн — 51 % акций.